# Sébastien-Charles-Philibert de Roger de Cahuzac de Caux
Sébastien-Charles-Philibert de Roger de Cahuzac de Caux  (né à Caux-et-Sauzens
le 5 décembre 1745, mort à Paris le 30 octobre 1817), ecclésiastique, fut d'abord coadjuteur en 1780 puis le dernier évêque d'Aire de 1783 à 1790.

## Biographie
Originaire du diocèse de Carcassonne il nait au château de Caux à Caux-et-Sauzens. Il est vicaire général de l'évêque de Chalon-sur-Saône lorsqu'il est désigné comme coadjuteur de l'évêque d'Aire le 4 juin 1780 ; il est confirmé le 13 septembre et nommé le même jour évêque titulaire d'Assuras (de), et consacré comme tel en octobre suivant. Il succède comme évêque d'Aire en 1783. Il participe à l'Assemblée du clergé de 1784. 
L'Assemblée constituante de 1789 supprime l'évêché d'Aire le 12 juillet 1790. L'évêque refuse le serment constitutionnel. Il émigre en Espagne puis en Angleterre et enfin en Allemagne. C'est à Paderborn qu'il refuse également de se démettre après la signature du Concordat de 1801 et n'y consent finalement sous la Seconde Restauration en 1816 que sous la réserve que le futur Concordat du 11 juin 1817 rétablisse l'évêché d'Aire. Il meurt subitement à Paris le 30 octobre 1817.